# Rendezett n-es
A rendezett n-es véges lista, amiben különböző matematikai objektumok lehetnek. Itt n a lista hosszát jelöli. A rendezett kettes neve rendezett pár. Az általános üres n-es jele {\displaystyle (\,)}, a nem üresé {\displaystyle (x_{1},\ldots ,x_{n})}, ahol a zárójel szögletes is lehet. Két rendezett n-es akkor és csak akkor egyenlő, ha ugyanolyan hosszúak, és elemeik rendre megegyeznek.
A rendezett n-eseket a matematika és az informatika különböző területein használják. A matematikában a vektorok, mátrixok rendezett n-eseknek tekinthetők, míg egyes struktúrákat szintén rendezett n-esként definiálnak. Az informatikában a rekord adattípus és más adatstruktúrák felelnek meg a rendezett n-eseknek.

## Halmazként
A rendezett n-esek halmazelméleti bevezetésének legegyszerűbb módja:
{\displaystyle n=0:\;():=\emptyset }
{\displaystyle n>0:\;(x_{1},\ldots ,x_{n}):=\{(x_{1},\ldots ,x_{n-1}),\{x_{n}\}\}}
Ebben a felfogásban az {\displaystyle \,(x,y)} rendezett pár megegyezik az {\displaystyle \{\{\emptyset ,\{x\}\},\{y\}\}} halmazzal.
A rendezett n-esek sorozatként is felfoghatók:
{\displaystyle n=0:\;():=\emptyset }
{\displaystyle n>0:\;(x_{1},\ldots ,x_{n}):=\{[1,x_{1}],\ldots ,[n,x_{n}]\}}
Ebben a felfogásban a rendezett kettesek nem rendezett párok.
Van olyan felfogás is, ami szerint a rendezett n-esek a rendezett párok általánosításai:
{\displaystyle n=1:\;(x):=x}
{\displaystyle n>1:\;(x_{1},\ldots ,x_{n}):=[(x_{1},\ldots ,x_{n-1}),x_{n}]}
Ebben a felfogásban minden rendezett n-es rendezett pár. Ezen a módon nem definiálható az üres n-es és a rendezett egyes.
Bármelyik felfogás megőrzi azt az elképzelést a rendezett n-esekről, amiről már a bevezetőben is szó volt: két rendezett n-es akkor és csak akkor egyenlő, ha ugyanolyan hosszúak, és elemeik rendre megegyeznek.

## Fordítás
Ez a szócikk részben vagy egészben  a   Tupel című német Wikipédia-szócikk fordításán alapul.  Az eredeti cikk szerkesztőit annak laptörténete sorolja fel. Ez a jelzés csupán a megfogalmazás eredetét és a szerzői jogokat jelzi, nem szolgál a cikkben szereplő információk forrásmegjelöléseként.